# 贝埃里库尔
贝埃里库尔（法語：Béhéricourt，法語發音：[be.eʁikuʁ]）是法国瓦兹省的一个市镇，属于贡比涅区。

## 地理
贝埃里库尔（49°35'46"N, 3°3'55"E）面积5.3 平方千米，位于法国上法蘭西大區瓦兹省，该省份为法国北部内陆省份，北起索姆省，西接厄尔省和滨海塞纳省，南至塞纳-马恩省和瓦兹河谷省，东临埃纳省。
与贝埃里库尔接壤的市镇（或旧市镇、城区）包括：巴伯夫、克里索勒、格朗德吕、萨朗西。

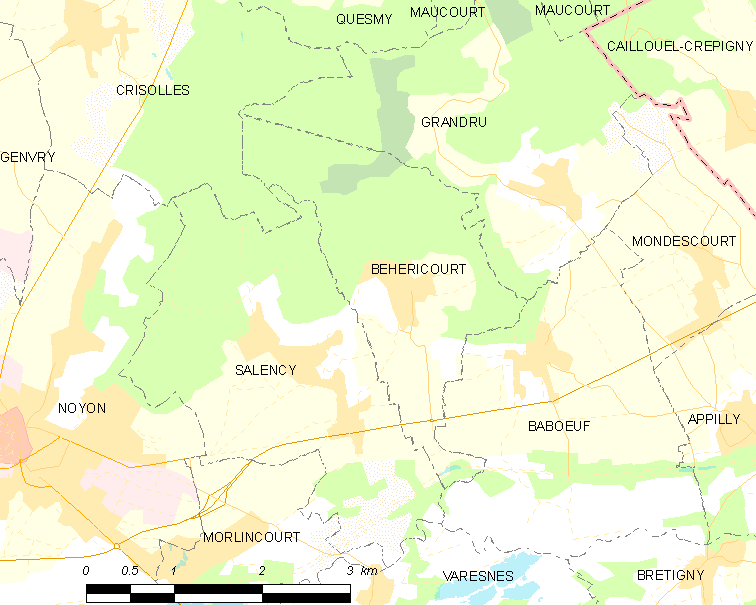
贝埃里库尔的OSM定位图

贝埃里库尔的时区为UTC+01:00、UTC+02:00（夏令时）。

## 行政
贝埃里库尔的邮政编码为60400，INSEE市镇编码为60059。

## 政治
贝埃里库尔所属的省级选区为努瓦永县。

## 人口

1962-2008年间贝埃里库尔人口变化图示

贝埃里库尔于2022年1月1日时的人口数量为194人。